# 權力菁英
《權力菁英》（英語：The Power Elite）是美國社會學家賴特·米爾斯1956年出版的著作。此書認為，經濟（大型商業公司的執行長）、政治（政治領袖）與軍事（高級將領）三者之間關係密切、具有共同利益，形成了美國社會的權力菁英。
財富和權力的最上層是由這些人所占據，商業公司供養軍事與政治，而政治與軍事制訂對商業公司有利的政策，軍事與政治退休後被聘請至商業公司當顧問，所有一切權力與利益就在這三方團體中流動，然而數百萬名普通公民僅如傀儡，對此無所知覺，有所知覺者也無能為力打破這個結構。

## 背景

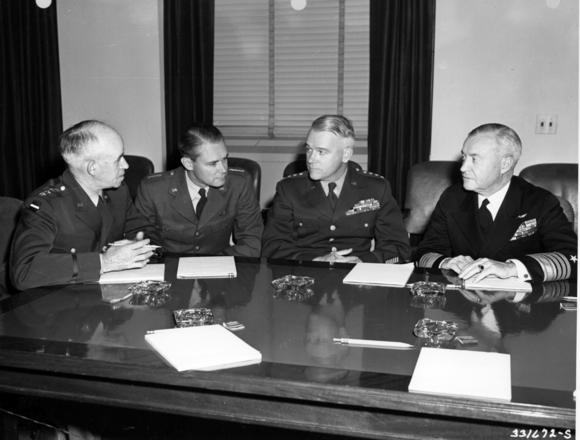
1949年11月22日，美國參謀長聯席會議在五角大廈會議室舉行會議的情形，由左至右為美國參謀長聯席會議主席奧馬爾·布雷德利、美國空軍參謀長霍伊特·范登堡、美國陸軍參謀長約瑟夫·勞頓·科林斯、美國海軍作戰部長福雷斯特·謝爾曼。賴特·米爾斯認為他們是權力菁英之一。

這本書是米爾斯另一本著作《白領：美國的中產階級》的對應書籍，它審視了中階幹部（白領人群）在美國社會中日益增長的角色、並描述了美國中產者的輪廓。這本書的主要靈感來自德國政治學家弗朗茲·利奧波德·諾伊曼1942年的著作《巨獸：國家社會主義的結構與實踐》，它深入研究了納粹主義和納粹德國的統治階級，包括四個明顯不同的集團，即大工業界、政黨、官僚以及軍隊，這些集團有著一致的利益、環環相扣、互相合作利用，最終擴張了納粹主義的控制。這本書帶給米爾斯重大的影響，他表示此書給了他「掌握整個結構的手段，並分析了現代資本主義民主中可能發生的一切」。

## 總結

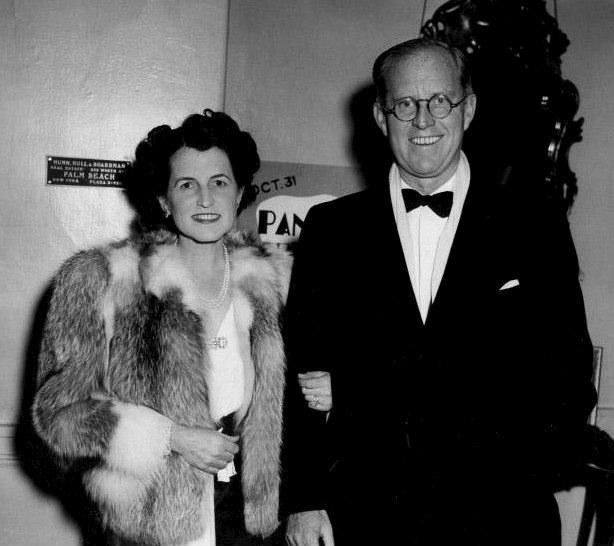
歷史上著名家族的成員，如甘迺迪家族。圖為老約瑟夫·P·甘迺迪和羅絲·甘迺迪在1940年的合影。

根據米爾斯的看法，「權力菁英」是在主導機構（軍事、經濟和政治）中占據主導地位的一群人，而他們的決定（或根本沒經過決策）卻具有巨大的影響力和後果，不僅是規劃控制著美國人口，也擴大為「世界的基本人口」。米爾斯認為，他們領導的機構是三大集團的成功組合：
- 「兩三百家巨型公司」：取代了傳統的農業和工業經濟。
- 「強大的聯邦政治秩序」：從“分散的幾十個國家”和“現代社會結構的每一個角度”都繼承了權力。
- 「軍事機構複合體」：原為美國民兵組織（英语：Militia organizations in the United States）不信任的對象，但現在是具有「龐大官僚制、嚴峻規範和笨拙效率」的一個實體。

重要的是，與現代美國陰謀論不同，米爾斯認為這些權力菁英可能不知道自己的菁英地位，因為「他們經常不了解他們的角色」。他相信這些權力菁英是藉由世襲、雄厚的家世背景才能身居今天的高位上。米爾斯認為，權力菁英通常畢業於哈佛大學、耶魯大學、普林斯頓大學等名流子弟的教育機構，一進入社會就能獲得非常突出的職位。他也認為其他常春藤盟校校友發起的兄弟會與姊妹會和各種非正式的哈佛俱樂部（如坡斯廉俱樂部和飛行俱樂部），都成為權力菁英之所以獲得權力的社交來源。
根據米爾斯的看法，由此產生控制美國的三大主導體制（軍事、經濟和政治制度）的權力菁英大致可分為六種類型：
- 貴族名流：在美國各大主要城市、歷史上著名家族的成員。
- 社會名人：知名藝人和公眾人物。
- 行政總裁：各行業中最大型公司的總裁兼執行長。
- 企業富豪：大地主和各大公司的股東。
- 高級軍官：最主要是美國參謀長聯席會議的成員。
- 美國聯邦政府高官：包括美國總統、美國總統行政辦公室中的總統助理、各委員會的主席，有時來自民主黨和共和黨當選的官員，但通常是專業政府官僚。

## 外部連結
- 賴特·米爾斯《美國社會權力結構》英國社會學雜誌，Vol.9.No.1 1958年 （页面存档备份，存于）
- 賴特·米爾斯，關於弗朗茲·利奧波德·諾伊曼對納粹德國權力、政治和人民結構的研究
- 米爾斯復興？ 作者：紐約市立大學研究生中心社會學家史丹利‧阿若諾維茲 （页面存档备份，存于）
- 賴特·米爾斯，關於社會學想像、權力菁英如何形成
- 科隆大學2000年社會學講座：賴特·米爾斯和他的權力菁英 （页面存档备份，存于）